# Urbanus Rhegius
Urbanus Henricus Rhegius ou Urban Rieger (maio de 1489, Langenargen – 23 de maio de 1541, Celle) foi um reformador protestante ativo tanto no norte como no sul da Alemanha com o objetivo de promover a unidade luterana dentro do Sacro Império Romano.

## Vida
Filho de um sacerdote, Konrad Rieger, foi educado em Lindau e estudou em Freiburg im Breisgau, Ingolstadt, Tübingen e Basileia, sob orientação de Johannes Eck. Em 1519, foi ordenado padre em Constança, e em 1520, iniciou o sacerdócio em Augsburg.

## Obras selecionadas
- Nova doctrina, 1526
- Die new leer sambt jrer Verlegung, 1527
- Seelenarznei, 1529
- Formulae quadam, 1535
- Dialogus von der schönen Predigt, 1536

## Ligações Externas
- Literatura de e sobre Urbanus Rhegius (em alemão) no catálogo da Biblioteca Nacional da Alemanha
- Allgemeine Deutsche Biographie (ADB).
- Online-Ressourcen wählen
- Catálogo de Autores Latinos
- Hellmut Zschoch: Urbanus Rhegius. Em: Biographisch-Bibliographisches Kirchenlexikon (BBKL).
- Lateinische Kurzbiographie